# Gran Premio di superbike di Magny-Cours 2024
Il Gran Premio di superbike di Magny-Cours 2024 è stato l'ottava prova del mondiale superbike del 2024. Nello stesso fine settimana si sono corsi anche l'ottava prova del campionato mondiale Supersport e la sesta del campionato mondiale Supersport 300. 

## Panoramica delle gare
Il programma di gare della superbike inizia con un colpo di scena: il capoclassifica Toprak Razgatlıoğlu, reduce da tredici successi consecutivi e con quasi cento punti di margine più prossimo degli inseguitori cade nel corso della seconda sessione di prove libere. Portato al centro medico per accertamenti, viene dichiarato non idoneo a partecipare alle fasi successive dell'evento.
Gara uno della Superbike viene vinta da Michael van der Mark, compagno di squadra di Razgatlıoğlu, che chiude con più di otto secondi di vantaggio su Bautista e allunga a quattordici la striscia vincente di BMW. Nicolò Bulega, dopo il ritiro di sabato, si impone sia in gara due che nella gara Superpole; i punti così conquistati gli consentono di accorciare il distacco dal capoclassifica, ora a quota 55. Tra i piloti indipendenti Danilo Petrucci sale sul podio in tutte le tre prove consolidando la prima posizione nel Trofeo. In Supersport gara uno va a Niki Tuuli, su Ducati, per il pilota finlandese si tratta della prima vittoria dal Gran Premio di Indonesia del 2022. Tuuli inoltre, con questo successo, entra nel ristretto novero di piloti ad aver vinto almeno una gara con tre motociclette differenti (nella fattispecie Yamaha, MV Agusta e Ducati). Gara due si chiude con l'affermazione, la quinta stagionale, di Yari Montella che accorcia ulteriormente il divario nei confronti di Adrián Huertas, terzo al traguardo. Secondo posto con giro più veloce per Stefano Manzi. Prima vittoria iridata per Unai Calatayud nella prima prova della Supersport 300. Alle sue spalle l'autore della pole position Aldi Satya Mahendra e Galang Hendra Pratama a completare un podio tutto Yamaha, il primo della stagione. In gara due torna al successo il campione uscente Jeffrey Buis su KTM, nuovamente a podio i due piloti indonesiani ma a posizioni invertite. Grazie a questi risultati Mahendra si porta al comando della classifica con dodici punti di margine su Loris Veneman.

## Superbike gara 1
Le condizioni meteorologiche estremamente variabili portano la direzione gara a optare per una gara in regime di Flag to flag. Alla bandiera a scacchi transitano solo dodici piloti, pertanto non vengono assegnati tutti i punti disponibili.

### Arrivati al traguardo
| Pos. | Nº | Pilota                | Squadra                  | Motocicletta        | Giri | Tempo     | Griglia | Punti |
| ---- | -- | --------------------- | ------------------------ | ------------------- | ---- | --------- | ------- | ----- |
| 1º   | 60 | Michael van der Mark  | Rokit BMW Motorrad       | BMW M1000 RR        | 21   | 40'27.006 | 5º      | 25    |
| 2º   | 1  | Álvaro Bautista       | Aruba.it Racing - Ducati | Ducati Panigale V4R | 21   | +8.288    | 17º     | 20    |
| 3º   | 9  | Danilo Petrucci       | Barni Spark Racing       | Ducati Panigale V4R | 21   | +24.285   | 10º     | 16    |
| 4º   | 45 | Scott Redding         | Bonovo Action BMW        | BMW M1000 RR        | 21   | +34.037   | 3º      | 13    |
| 5º   | 29 | Andrea Iannone        | Team GoEleven            | Ducati Panigale V4R | 21   | +42.108   | 14º     | 11    |
| 6º   | 7  | Iker Lecuona          | Team HRC                 | Honda CBR1000 RR-R  | 21   | +50.799   | 19º     | 10    |
| 7º   | 97 | Xavi Vierge           | Team HRC                 | Honda CBR1000 RR-R  | 21   | +52.361   | 6º      | 9     |
| 8º   | 55 | Andrea Locatelli      | Pata Yamaha Prometeon    | Yamaha YZF R1       | 21   | +52.369   | 9º      | 8     |
| 9º   | 21 | Michael Ruben Rinaldi | Team Motocorsa Racing    | Ducati Panigale V4R | 21   | +1'11.573 | 15º     | 7     |
| 10º  | 52 | Alessandro Delbianco  | GYTR GRT Yamaha          | Yamaha YZF R1       | 21   | +1'18.169 | 18º     | 6     |
| 11º  | 47 | Axel Bassani          | Kawasaki Racing          | Kawasaki ZX-10RR    | 21   | +1'25.369 | 7º      | 5     |
| 12º  | 31 | Garrett Gerloff       | Bonovo Action BMW        | BMW M1000 RR        | 21   | +2'06.163 | 9º      | 4     |

### Ritirati
| Nº | Pilota           | Squadra                   | Motocicletta        | Giri | Griglia |
| -- | ---------------- | ------------------------- | ------------------- | ---- | ------- |
| 14 | Sam Lowes        | ELF Marc VDS Racing Team  | Ducati Panigale V4R | 17   | 20º     |
| 87 | Remy Gardner     | GYTR GRT Yamaha           | Yamaha YZF R1       | 16   | 13º     |
| 22 | Alex Lowes       | Kawasaki Racing           | Kawasaki ZX-10RR    | 14   | 1º      |
| 28 | Bradley Ray      | Yamaha Motoxracing        | Yamaha YZF R1       | 12   | 12º     |
| 95 | Tarran Mackenzie | Petronas MIE Racing Honda | Honda CBR1000 RR-R  | 10   | 11º     |
| 5  | Philipp Öttl     | GMT94 Yamaha              | Yamaha YZF R1       | 9    | 16º     |
| 53 | Esteve Rabat     | Kawasaki Puccetti Racing  | Kawasaki ZX-10RR    | 3    | 21º     |
| 75 | Ivo Lopes        | Petronas MIE Racing Honda | Honda CBR1000 RR-R  | 1    | 22º     |
| 65 | Jonathan Rea     | Pata Yamaha Prometeon     | Yamaha YZF R1       | 0    | 8º      |
| 11 | Nicolò Bulega    | Aruba.it Racing - Ducati  | Ducati Panigale V4R | 0    | 2º      |

## Superbike gara superpole

### Arrivati al traguardo
| Pos. | Nº | Pilota                | Squadra                   | Motocicletta        | Giri | Tempo     | Griglia | Punti |
| ---- | -- | --------------------- | ------------------------- | ------------------- | ---- | --------- | ------- | ----- |
| 1º   | 11 | Nicolò Bulega         | Aruba.it Racing - Ducati  | Ducati Panigale V4R | 10   | 16'15.040 | 2º      | 12    |
| 2º   | 22 | Alex Lowes            | Kawasaki Racing           | Kawasaki ZX-10RR    | 10   | +0.115    | 1º      | 9     |
| 3º   | 9  | Danilo Petrucci       | Barni Spark Racing        | Ducati Panigale V4R | 10   | +3.677    | 9º      | 7     |
| 4º   | 45 | Scott Redding         | Bonovo Action BMW         | BMW M1000 RR        | 10   | +3.903    | 3º      | 6     |
| 5º   | 97 | Xavi Vierge           | Team HRC                  | Honda CBR1000 RR-R  | 10   | +5.710    | 6º      | 5     |
| 6º   | 31 | Garrett Gerloff       | Bonovo Action BMW         | BMW M1000 RR        | 10   | +5.854    | 4º      | 4     |
| 7º   | 7  | Iker Lecuona          | Team HRC                  | Honda CBR1000 RR-R  | 10   | +6.613    | 18º     | 3     |
| 8º   | 60 | Michael van der Mark  | Rokit BMW Motorrad        | BMW M1000 RR        | 10   | +7.788    | 5º      | 2     |
| 9º   | 87 | Remy Gardner          | GYTR GRT Yamaha           | Yamaha YZF R1       | 10   | +8.397    | 12º     | 1     |
| 10º  | 47 | Axel Bassani          | Kawasaki Racing           | Kawasaki ZX-10RR    | 10   | +10.270   | 7º      |       |
| 11º  | 29 | Andrea Iannone        | Team GoEleven             | Ducati Panigale V4R | 10   | +17.510   | 13º     |       |
| 12º  | 21 | Michael Ruben Rinaldi | Team Motocorsa Racing     | Ducati Panigale V4R | 10   | +18.040   | 14º     |       |
| 13º  | 52 | Alessandro Delbianco  | GYTR GRT Yamaha           | Yamaha YZF R1       | 10   | +18.907   | 17º     |       |
| 14º  | 5  | Philipp Öttl          | GMT94 Yamaha              | Yamaha YZF R1       | 10   | +19.130   | 15º     |       |
| 15º  | 28 | Bradley Ray           | Yamaha Motoxracing        | Yamaha YZF R1       | 10   | +19.288   | 11º     |       |
| 16º  | 14 | Sam Lowes             | ELF Marc VDS Racing Team  | Ducati Panigale V4R | 10   | +20.436   | 19º     |       |
| 17º  | 53 | Esteve Rabat          | Kawasaki Puccetti Racing  | Kawasaki ZX-10RR    | 10   | +25.603   | 20º     |       |
| 18º  | 95 | Tarran Mackenzie      | Petronas MIE Racing Honda | Honda CBR1000 RR-R  | 10   | +25.910   | 10º     |       |
| 19º  | 75 | Ivo Lopes             | Petronas MIE Racing Honda | Honda CBR1000 RR-R  | 10   | +27.319   | 21º     |       |

### Ritirati
| Nº | Pilota           | Squadra                  | Motocicletta        | Giri | Griglia |
| -- | ---------------- | ------------------------ | ------------------- | ---- | ------- |
| 55 | Andrea Locatelli | Pata Yamaha Prometeon    | Yamaha YZF R1       | 5    | 8º      |
| 1  | Álvaro Bautista  | Aruba.it Racing - Ducati | Ducati Panigale V4R | 0    | 16º     |

## Superbike gara 2

### Arrivati al traguardo
| Pos. | Nº | Pilota                | Squadra                   | Motocicletta        | Giri | Tempo     | Griglia | Punti |
| ---- | -- | --------------------- | ------------------------- | ------------------- | ---- | --------- | ------- | ----- |
| 1º   | 11 | Nicolò Bulega         | Aruba.it Racing - Ducati  | Ducati Panigale V4R | 21   | 34'03.028 | 1º      | 25    |
| 2º   | 9  | Danilo Petrucci       | Barni Spark Racing        | Ducati Panigale V4R | 21   | +2.303    | 3º      | 20    |
| 3º   | 31 | Garrett Gerloff       | Bonovo Action BMW         | BMW M1000 RR        | 21   | +4.300    | 6º      | 16    |
| 4º   | 22 | Alex Lowes            | Kawasaki Racing           | Kawasaki ZX-10RR    | 21   | +6.576    | 2º      | 13    |
| 5º   | 60 | Michael van der Mark  | Rokit BMW Motorrad        | BMW M1000 RR        | 21   | +7.521    | 8º      | 11    |
| 6º   | 87 | Remy Gardner          | GYTR GRT Yamaha           | Yamaha YZF R1       | 21   | +11.620   | 9º      | 10    |
| 7º   | 97 | Xavi Vierge           | Team HRC                  | Honda CBR1000 RR-R  | 21   | +12.155   | 5º      | 9     |
| 8º   | 45 | Scott Redding         | Bonovo Action BMW         | BMW M1000 RR        | 21   | +12.200   | 4º      | 8     |
| 9º   | 55 | Andrea Locatelli      | Pata Yamaha Prometeon     | Yamaha YZF R1       | 21   | +13.821   | 11º     | 7     |
| 10º  | 7  | Iker Lecuona          | Team HRC                  | Honda CBR1000 RR-R  | 21   | +15.219   | 7º      | 6     |
| 11º  | 47 | Axel Bassani          | Kawasaki Racing           | Kawasaki ZX-10RR    | 21   | +17.918   | 10º     | 5     |
| 12º  | 29 | Andrea Iannone        | Team GoEleven             | Ducati Panigale V4R | 21   | +26.852   | 14º     | 4     |
| 13º  | 52 | Alessandro Delbianco  | GYTR GRT Yamaha           | Yamaha YZF R1       | 21   | +28.630   | 17º     | 3     |
| 14º  | 53 | Esteve Rabat          | Kawasaki Puccetti Racing  | Kawasaki ZX-10RR    | 21   | +28.646   | 19º     | 2     |
| 15º  | 21 | Michael Ruben Rinaldi | Team Motocorsa Racing     | Ducati Panigale V4R | 21   | +29.418   | 15º     | 1     |
| 16º  | 5  | Philipp Öttl          | GMT94 Yamaha              | Yamaha YZF R1       | 21   | +35.166   | 16º     |       |
| 17º  | 28 | Bradley Ray           | Yamaha Motoxracing        | Yamaha YZF R1       | 21   | +36.438   | 13º     |       |
| 18º  | 95 | Tarran Mackenzie      | Petronas MIE Racing Honda | Honda CBR1000 RR-R  | 21   | +49.190   | 12º     |       |
| 19º  | 75 | Ivo Lopes             | Petronas MIE Racing Honda | Honda CBR1000 RR-R  | 21   | +49.535   | 20º     |       |

### Ritirato
| Nº | Pilota    | Squadra                  | Motocicletta        | Giri | Griglia |
| -- | --------- | ------------------------ | ------------------- | ---- | ------- |
| 14 | Sam Lowes | ELF Marc VDS Racing Team | Ducati Panigale V4R | 9    | 18º     |

## Supersport gara 1
Gara uno della Supersport, in programma per sabato pomeriggio dopo la Superbike, viene posticipata causa meteo avverso. È stata disputata domenica mattina con durata ridotta a soli dodici giri, di modo da permettere lo svolgimento di tutto il resto del programma di gare.

### Arrivati al traguardo
| Pos. | Nº | Pilota               | Squadra                          | Motocicletta                 | Giri | Tempo     | Griglia | Punti |
| ---- | -- | -------------------- | -------------------------------- | ---------------------------- | ---- | --------- | ------- | ----- |
| 1º   | 66 | Niki Tuuli           | EAB Racing Team                  | Ducati Panigale V2           | 12   | 21'46.488 | 9º      | 25    |
| 2º   | 64 | Federico Caricasulo  | Motozoo ME AIR Racing            | MV Agusta F3 800 RR          | 12   | +2.930    | 6º      | 20    |
| 3º   | 28 | Glenn van Straalen   | Ten Kate Racing Yamaha           | Yamaha YZF R6                | 12   | +3.248    | 10º     | 16    |
| 4º   | 99 | Adrián Huertas       | Aruba.it Racing - Ducati         | Ducati Panigale V2           | 12   | +3.390    | 1º      | 13    |
| 5º   | 61 | Can Öncü             | Kawasaki Puccetti Racing         | Kawasaki ZX-6R               | 12   | +4.121    | 11º     | 11    |
| 6º   | 55 | Yari Montella        | Barni Spark Racing               | Ducati Panigale V2           | 12   | +9.119    | 9º      | 10    |
| 7º   | 71 | Tom Edwards          | D34G Racing                      | Ducati Panigale V2           | 12   | +11.676   | 18º     | 9     |
| 8º   | 9  | Jorge Navarro        | Orelac Racing Verdnatura         | Ducati Panigale V2           | 12   | +11.839   | 3º      | 8     |
| 9º   | 69 | Tom Booth-Amos       | PTR Triumph                      | Triumph Street Triple RS 765 | 12   | +14.276   | 8º      | 7     |
| 10º  | 53 | Valentin Debise      | Evan Bros. Yamaha                | Yamaha YZF R6                | 12   | +26.421   | 7º      | 6     |
| 11º  | 32 | Oliver Bayliss       | D34G Racing                      | Ducati Panigale V2           | 12   | +30.055   | 13º     | 5     |
| 12º  | 48 | Lorenzo Dalla Porta  | VTF Racing                       | Yamaha YZF R6                | 12   | +31.219   | 25º     | 4     |
| 13º  | 80 | Álvaro Díaz          | Yamaha Thailand Racing           | Yamaha YZF R6                | 12   | +31.434   | 22º     | 3     |
| 14º  | 51 | Anupab Sarmoon       | Yamaha Thailand Racing           | Yamaha YZF R6                | 12   | +35.330   | 28º     | 2     |
| 15º  | 89 | Khairul Idham Pawi   | Petronas MIE Racing Honda        | Honda CBR600RR               | 12   | +45.402   | 33º     | 1     |
| 16º  | 54 | Bahattin Sofuoğlu    | MV Agusta Reparto Corse          | MV Agusta F3 800 RR          | 12   | +46.023   | 16º     |       |
| 17º  | 23 | Marcel Schrötter     | MV Agusta Reparto Corse          | MV Agusta F3 800 RR          | 12   | +46.159   | 12º     |       |
| 18º  | 14 | Enzo De La Vega      | Perles de Fruits Racing Team CMS | Yamaha YZF R6                | 12   | +46.217   | 21º     |       |
| 19º  | 17 | John McPhee          | WRP-RT Motorsport by SKM-Triumph | Triumph Street Triple RS 765 | 12   | +46.921   | 17º     |       |
| 20º  | 6  | Corentin Perolari    | CBO Racing Honda France          | Honda CBR600RR               | 12   | +47.157   | 14º     |       |
| 21º  | 22 | Federico Fuligni     | Orelac Verdnatura Racing         | Ducati Panigale V2           | 12   | +49.259   | 32º     |       |
| 22º  | 49 | Alexy Negrier        | GMT94 Yamaha                     | Yamaha YZF R6                | 12   | +55.512   | 30º     |       |
| 23º  | 3  | Raffaele De Rosa     | QJ Motor Factory Racing          | QJ Motor SRK 800 RR          | 12   | +1'07.679 | 29º     |       |
| 24º  | 40 | Simone Corsi         | Renzi Corse                      | Ducati Panigale V2           | 12   | +1'08.255 | 27º     |       |
| 25º  | 26 | Guillaume Antinga    | VIAMO Racing by MTM              | Kawasaki ZX-6R               | 12   | +1'36.592 | 26º     |       |
| 26º  | 50 | Ondřej Vostatek      | PTR Triumph                      | Triumph Street Triple RS 765 | 12   | +1'36.720 | 23º     |       |
| 27º  | 27 | Kaito Toba           | Petronas MIE Racing Honda        | Honda CBR600RR               | 12   | +1'38.822 | 19º     |       |
| 28º  | 45 | Luca De Vleeschauwer | WRP-RT Motorsport by SKM-Triumph | Triumph Street Triple RS 765 | 12   | +1'40.308 | 31º     |       |
| 29º  | 74 | Piotr Biesiekirski   | Ecosantagata Althea Racing       | Ducati Panigale V2           | 12   | +1'41.249 | 24º     |       |
| 30º  | 5  | Niccolò Antonelli    | Ecosantagata Althea Racing       | Ducati Panigale V2           | 12   | +1'41.480 | 20º     |       |
| 31º  | 94 | Lucas Mahias         | GMT94 Yamaha                     | Yamaha YZF R6                | 10   | +2 giri   | 2º      |       |

### Ritirati
| Nº | Pilota        | Squadra                | Motocicletta        | Giri | Griglia |
| -- | ------------- | ---------------------- | ------------------- | ---- | ------- |
| 68 | Luke Power    | Motozoo ME AIR Racing  | MV Agusta F3 800 RR | 4    | 15º     |
| 62 | Stefano Manzi | Ten Kate Racing Yamaha | Yamaha YZF R6       | 2    | 5º      |

## Supersport gara 2

### Arrivati al traguardo
| Pos. | Nº | Pilota               | Squadra                          | Motocicletta                 | Giri | Tempo     | Griglia | Punti |
| ---- | -- | -------------------- | -------------------------------- | ---------------------------- | ---- | --------- | ------- | ----- |
| 1º   | 55 | Yari Montella        | Barni Spark Racing               | Ducati Panigale V2           | 19   | 31'54.069 | 6º      | 25    |
| 2º   | 62 | Stefano Manzi        | Ten Kate Racing Yamaha           | Yamaha YZF R6                | 19   | +0.171    | 11º     | 20    |
| 3º   | 99 | Adrián Huertas       | Aruba.it Racing - Ducati         | Ducati Panigale V2           | 19   | +1.380    | 3º      | 16    |
| 4º   | 69 | Tom Booth-Amos       | PTR Triumph                      | Triumph Street Triple RS 765 | 19   | +12.230   | 13º     | 13    |
| 5º   | 9  | Jorge Navarro        | Orelac Racing Verdnatura         | Ducati Panigale V2           | 19   | +12.626   | 8º      | 11    |
| 6º   | 28 | Glenn van Straalen   | Ten Kate Racing Yamaha           | Yamaha YZF R6                | 19   | +14.148   | 4º      | 10    |
| 7º   | 6  | Corentin Perolari    | CBO Racing Honda France          | Honda CBR600RR               | 19   | +16.613   | 15º     | 9     |
| 8º   | 66 | Niki Tuuli           | EAB Racing Team                  | Ducati Panigale V2           | 19   | +18.116   | 5º      | 8     |
| 9º   | 61 | Can Öncü             | Kawasaki Puccetti Racing         | Kawasaki ZX-6R               | 19   | +25.199   | 1º      | 7     |
| 10º  | 23 | Marcel Schrötter     | MV Agusta Reparto Corse          | MV Agusta F3 800 RR          | 19   | +26.309   | 14º     | 6     |
| 11º  | 32 | Oliver Bayliss       | D34G Racing                      | Ducati Panigale V2           | 19   | +26.934   | 7º      | 5     |
| 12º  | 17 | John McPhee          | WRP-RT Motorsport by SKM-Triumph | Triumph Street Triple RS 765 | 19   | +28.928   | 18º     | 4     |
| 13º  | 27 | Kaito Toba           | Petronas MIE Racing Honda        | Honda CBR600RR               | 19   | +36.277   | 19º     | 3     |
| 14º  | 71 | Tom Edwards          | D34G Racing                      | Ducati Panigale V2           | 19   | +37.570   | 9º      | 2     |
| 15º  | 74 | Piotr Biesiekirski   | Ecosantagata Althea Racing       | Ducati Panigale V2           | 19   | +37.915   | 25º     | 1     |
| 16º  | 50 | Ondřej Vostatek      | PTR Triumph                      | Triumph Street Triple RS 765 | 19   | +38.816   | 24º     |       |
| 17º  | 68 | Luke Power           | Motozoo ME AIR Racing            | MV Agusta F3 800 RR          | 19   | +43.689   | 16º     |       |
| 18º  | 40 | Simone Corsi         | Renzi Corse                      | Ducati Panigale V2           | 19   | +44.313   | 27º     |       |
| 19º  | 51 | Anupab Sarmoon       | Yamaha Thailand Racing           | Yamaha YZF R6                | 19   | +44.532   | 28º     |       |
| 20º  | 48 | Lorenzo Dalla Porta  | VTF Racing                       | Yamaha YZF R6                | 19   | +44.716   | 26º     |       |
| 21º  | 5  | Niccolò Antonelli    | Ecosantagata Althea Racing       | Ducati Panigale V2           | 19   | +45.578   | 20º     |       |
| 22º  | 80 | Álvaro Díaz          | Yamaha Thailand Racing           | Yamaha YZF R6                | 19   | +49.378   | 22º     |       |
| 23º  | 22 | Federico Fuligni     | Orelac Verdnatura Racing         | Ducati Panigale V2           | 19   | +49.754   | 29º     |       |
| 24º  | 26 | Guillaume Antinga    | VIAMO Racing by MTM              | Kawasaki ZX-6R               | 19   | +53.507   | 23º     |       |
| 25º  | 49 | Alexy Negrier        | GMT94 Yamaha                     | Yamaha YZF R6                | 19   | +1'02.462 | 31º     |       |
| 26º  | 14 | Enzo De La Vega      | Perles de Fruits Racing Team CMS | Yamaha YZF R6                | 19   | +1'02.810 | 21º     |       |
| 27º  | 45 | Luca De Vleeschauwer | WRP-RT Motorsport by SKM-Triumph | Triumph Street Triple RS 765 | 19   | +1'10.004 | 32º     |       |
| 28º  | 3  | Raffaele De Rosa     | QJ Motor Factory Racing          | QJ Motor SRK 800 RR          | 19   | +1'10.197 | 30º     |       |
| 29º  | 89 | Khairul Idham Pawi   | Petronas MIE Racing Honda        | Honda CBR600RR               | 19   | +1'11.281 | 33º     |       |

### Ritirati
| Nº | Pilota              | Squadra                 | Motocicletta        | Giri | Griglia |
| -- | ------------------- | ----------------------- | ------------------- | ---- | ------- |
| 94 | Lucas Mahias        | GMT94 Yamaha            | Yamaha YZF R6       | 12   | 10º     |
| 53 | Valentin Debise     | Evan Bros. Yamaha       | Yamaha YZF R6       | 12   | 12º     |
| 64 | Federico Caricasulo | Motozoo ME AIR Racing   | MV Agusta F3 800 RR | 10   | 2º      |
| 54 | Bahattin Sofuoğlu   | MV Agusta Reparto Corse | MV Agusta F3 800 RR | 0    | 17º     |

## Supersport 300 gara 1

### Arrivati al traguardo
| Pos. | Nº | Pilota                | Squadra                               | Motocicletta       | Giri | Tempo     | Griglia | Punti |
| ---- | -- | --------------------- | ------------------------------------- | ------------------ | ---- | --------- | ------- | ----- |
| 1º   | 55 | Unai Calatayud        | Arco Motor University                 | Yamaha YZF-R3      | 11   | 23'20.370 | 7º      | 25    |
| 2º   | 57 | Aldi Satya Mahendra   | BrCorse                               | Yamaha YZF-R3      | 11   | +0.770    | 1º      | 20    |
| 3º   | 56 | Galang Hendra Pratama | ProGP Racing                          | Yamaha YZF-R3      | 11   | +1.022    | 12º     | 16    |
| 4º   | 1  | Jeffrey Buis          | Freudenberg KTM-Paligo Racing         | KTM RC 390 R       | 11   | +1.192    | 2º      | 13    |
| 5º   | 99 | Humberto Maier        | MS Racing                             | Yamaha YZF-R3      | 11   | +1.309    | 17º     | 11    |
| 6º   | 85 | Kevin Sabatucci       | Flembbo-PL Performances               | Kawasaki Ninja 400 | 11   | +1.519    | 11º     | 10    |
| 7º   | 58 | Iñigo Iglesias        | Fusport-RT Motorsport by SKM-Kawasaki | Kawasaki Ninja 400 | 11   | +2.161    | 4º      | 9     |
| 8º   | 48 | Julio García          | China Racing                          | Kove 321RR         | 11   | +4.845    | 6º      | 8     |
| 9º   | 91 | Matteo Vannucci       | AG Motorsport Italia Yamaha           | Yamaha YZF-R3      | 11   | +8.108    | 15º     | 7     |
| 10º  | 66 | Phillip Tonn          | Freudenberg KTM-Paligo Racing         | KTM RC 390 R       | 11   | +9.789    | 16º     | 6     |
| 11º  | 88 | Daniel Mogeda         | Team #109 Kawasaki                    | Kawasaki Ninja 400 | 11   | +9.860    | 9º      | 5     |
| 12º  | 9  | Emiliano Ercolani     | Yamaha Motoxracing                    | Yamaha YZF-R3      | 11   | +10.272   | 20º     | 4     |
| 13º  | 23 | Samuel Di Sora        | Fusport-RT Motorsport by SKM-Kawasaki | Kawasaki Ninja 400 | 11   | +22.632   | 31º     | 3     |
| 14º  | 22 | Marc García           | China Racing                          | Kove 321RR         | 11   | +24.587   | 5º      | 2     |
| 15º  | 62 | Kevin Fontainha       | Yamaha MS Racing/AD78 Latin America   | Yamaha YZF-R3      | 11   | +27.514   | 19º     | 1     |
| 16º  | 7  | Loris Veneman         | MTM Kawasaki                          | Kawasaki Ninja 400 | 11   | +27.640   | 8º      |       |
| 17º  | 24 | Michael Agazzi        | Arco Motor University                 | Yamaha YZF-R3      | 11   | +45.687   | 30º     |       |
| 18º  | 11 | Filip Novotny         | Accolade Smrž Racing BGR              | Kawasaki Ninja 400 | 11   | +45.795   | 24º     |       |
| 19º  | 29 | Giacomo Zannini       | ProDina Kawasaki Racing               | Kawasaki Ninja 400 | 11   | +55.556   | 27º     |       |
| 20º  | 25 | Mattia Martella       | Kawasaki GP Project                   | Kawasaki Ninja 400 | 11   | +56.120   | 28º     |       |
| 21º  | 71 | Iván Hernández        | Deza-Box 77 Racing                    | Kawasaki Ninja 400 | 11   | +57.285   | 29º     |       |
| 22º  | 80 | Gustavo Manso         | Yamaha MS Racing/AD78 Latin America   | Yamaha YZF-R3      | 11   | +1'15.575 | 18º     |       |
| 23º  | 8  | Bruno Ieraci          | ProDina Kawasaki Racing               | Kawasaki Ninja 400 | 11   | +1'23.715 | 23º     |       |
| 24º  | 77 | José Osuna Sáez       | Deza-Box 77 Racing                    | Kawasaki Ninja 400 | 11   | +1'58.074 | 10º     |       |
| 25º  | 38 | David Salvador        | MS Racing                             | Yamaha YZF-R3      | 8    | +3 giri   | 13º     |       |

### Ritirati
| Nº | Pilota           | Squadra                     | Motocicletta       | Giri | Griglia |
| -- | ---------------- | --------------------------- | ------------------ | ---- | ------- |
| 17 | Ruben Bijman     | Flembbo-PL Performances     | Kawasaki Ninja 400 | 8    | 22º     |
| 31 | Elia Bartolini   | Yamaha Motoxracing          | Yamaha YZF-R3      | 4    | 21º     |
| 26 | Mirko Gennai     | MTM Kawasaki                | Kawasaki Ninja 400 | 2    | 3º      |
| 47 | Fenton Seabright | Kawasaki GP Project         | Kawasaki Ninja 400 | 2    | 25º     |
| 43 | Marco Gaggi      | BrCorse                     | Yamaha YZF-R3      | 1    | 14º     |
| 41 | Raffaele Tragni  | AG Motorsport Italia Yamaha | Yamaha YZF-R3      | 0    | 26º     |

## Supersport 300 gara 2
Gara due della Supersport 300 è stata interrotta dopo il secondo giro, a causa dell'incidente accorso a David Salvador, per consentire le operazioni di pulitura della pista. Alla ripartenza i piloti hanno mantenuto l'ordine di partenza originario di gara due.

### Arrivati al traguardo
| Pos. | Nº | Pilota                | Squadra                               | Motocicletta       | Giri | Tempo     | Griglia | Punti |
| ---- | -- | --------------------- | ------------------------------------- | ------------------ | ---- | --------- | ------- | ----- |
| 1º   | 1  | Jeffrey Buis          | Freudenberg KTM-Paligo Racing         | KTM RC 390 R       | 7    | 13'16.892 | 10º     | 25    |
| 2º   | 56 | Galang Hendra Pratama | ProGP Racing                          | Yamaha YZF-R3      | 7    | +0.546    | 5º      | 20    |
| 3º   | 57 | Aldi Satya Mahendra   | BrCorse                               | Yamaha YZF-R3      | 7    | +0.548    | 2º      | 16    |
| 4º   | 7  | Loris Veneman         | MTM Kawasaki                          | Kawasaki Ninja 400 | 7    | +1.526    | 14º     | 13    |
| 5º   | 22 | Marc García           | China Racing                          | Kove 321RR         | 7    | +1.674    | 12º     | 11    |
| 6º   | 66 | Phillip Tonn          | Freudenberg KTM-Paligo Racing         | KTM RC 390 R       | 7    | +1.848    | 17º     | 10    |
| 7º   | 77 | José Osuna Sáez       | Deza-Box 77 Racing                    | Kawasaki Ninja 400 | 7    | +2.281    | 15º     | 9     |
| 8º   | 48 | Julio García          | China Racing                          | Kove 321RR         | 7    | +2.290    | 13º     | 8     |
| 9º   | 31 | Elia Bartolini        | Yamaha Motoxracing                    | Yamaha YZF-R3      | 7    | +2.300    | 21º     | 7     |
| 10º  | 91 | Matteo Vannucci       | AG Motorsport Italia Yamaha           | Yamaha YZF-R3      | 7    | +2.491    | 6º      | 6     |
| 11º  | 99 | Humberto Maier        | MS Racing                             | Yamaha YZF-R3      | 7    | +2.500    | 7º      | 5     |
| 12º  | 43 | Marco Gaggi           | BrCorse                               | Yamaha YZF-R3      | 7    | +2.616    | 16º     | 4     |
| 13º  | 85 | Kevin Sabatucci       | Flembbo-PL Performances               | Kawasaki Ninja 400 | 7    | +3.304    | 3º      | 3     |
| 14º  | 26 | Mirko Gennai          | MTM Kawasaki                          | Kawasaki Ninja 400 | 7    | +3.356    | 11º     | 2     |
| 15º  | 55 | Unai Calatayud        | Arco Motor University                 | Yamaha YZF-R3      | 7    | +5.166    | 1º      | 1     |
| 16º  | 9  | Emiliano Ercolani     | Yamaha Motoxracing                    | Yamaha YZF-R3      | 7    | +5.728    | 20º     |       |
| 17º  | 8  | Bruno Ieraci          | ProDina Kawasaki Racing               | Kawasaki Ninja 400 | 7    | +6.899    | 20º     |       |
| 18º  | 17 | Ruben Bijman          | Flembbo-PL Performances               | Kawasaki Ninja 400 | 7    | +7.055    | 22º     |       |
| 19º  | 80 | Gustavo Manso         | Yamaha MS Racing/AD78 Latin America   | Yamaha YZF-R3      | 7    | +11.621   | 18º     |       |
| 20º  | 23 | Samuel Di Sora        | Fusport-RT Motorsport by SKM-Kawasaki | Kawasaki Ninja 400 | 7    | +11.782   | 31º     |       |
| 21º  | 62 | Kevin Fontainha       | Yamaha MS Racing/AD78 Latin America   | Yamaha YZF-R3      | 7    | +13.355   | 19º     |       |
| 22º  | 41 | Raffaele Tragni       | AG Motorsport Italia Yamaha           | Yamaha YZF-R3      | 7    | +17.108   | 26º     |       |
| 23º  | 71 | Iván Hernández        | Deza-Box 77 Racing                    | Kawasaki Ninja 400 | 7    | +29.812   | 29º     |       |
| 24º  | 25 | Mattia Martella       | Kawasaki GP Project                   | Kawasaki Ninja 400 | 7    | +33.519   | 28º     |       |
| 25º  | 24 | Michael Agazzi        | Arco Motor University                 | Yamaha YZF-R3      | 7    | +37.786   | 30º     |       |
| 26º  | 29 | Giacomo Zannini       | ProDina Kawasaki Racing               | Kawasaki Ninja 400 | 7    | +38.039   | 27º     |       |
| 27º  | 47 | Fenton Seabright      | Kawasaki GP Project                   | Kawasaki Ninja 400 | 7    | +58.308   | 25º     |       |

### Ritirati
| Nº | Pilota         | Squadra                               | Motocicletta       | Giri | Griglia |
| -- | -------------- | ------------------------------------- | ------------------ | ---- | ------- |
| 88 | Daniel Mogeda  | Team #109 Kawasaki                    | Kawasaki Ninja 400 | 7    | 4º      |
| 58 | Iñigo Iglesias | Fusport-RT Motorsport by SKM-Kawasaki | Kawasaki Ninja 400 | 6    | 8º      |
| 38 | David Salvador | MS Racing                             | Yamaha YZF-R3      | 0    | 9º      |
| 11 | Filip Novotny  | Accolade Smrž Racing BGR              | Kawasaki Ninja 400 | 0    | 24º     |